# Rivella
Rivella er en sodavand fra Schweiz, skabt af Robert Barth i 1952, og den fremstilles af valle, og indeholder derfor lactose, mælkesyre og mineraler. Den findes i fire varianter:
- Rød Rivella, den originale version.
- Blå Rivella, en lavkalorie version af Rød Rivella.
- Grøn Rivella, som er aromatiseret med grøn te ekstrakt.
- Gul Rivella, som laves med soja i stedet for mælke-ekstrakt.

## Historie
Rivella fremkom i halvtredserne, og er siden blevet en af de mest populære drikke i Schweiz. På grund af mætningen på det schweiziske marked, forsøgte Rivella at ekspandere ved at sælge deres produkter på andre markeder, som Storbritannien i 1999 og i USA fem år senere, men begge forsøg mislykkedes. Efter det, koncentrerer firmaet sig om Schweiz' naboer. 90 procent af Rivellas udenlandske salg sker i Nederlandene. Dette andrager 15 millioner liter årligt.

## Opskrift
Selvom den præcise opskrift er forblevet en hemmelighed til denne dag, er følgende indholdsstoffer kendt:
- Vand
- Valle (35 %)
- Sukker (76 gram raffineret sukker og 14 gram,som stammer fra vallen ,pr. liter)
- Urter
- Frugtekstrakter
- Kulsyre
- Surhedsregulerende middel (L(+)-Mælkesyre)

Rivella Rot indeholder en energimængde på 1600 kJ (ca. 370 kcal) pr. liter. Til sammenligning: En  Coca-Cola indeholder 110 gram sukker pr. liter og en energimængde på 1850 kJ (ca. 442 kcal).